# تشاد كليفتون
تشاد كليفتون (بالإنجليزية: Chad Clifton)‏ هو لاعب كرة قدم أمريكية أمريكي، ولد في 26 يونيو 1976 في مارتن في الولايات المتحدة.

## وصلات خارجية
- تشاد كليفتون على موقع مرجع كرة القدم المحترفة.كوم (الإنجليزية)
- تشاد كليفتون على موقع قاعة تينيسي للمشاهير الرياضية (الإنجليزية)